# Parafia św. Antoniego Padewskiego w Kopańcu
Parafia św. Antoniego Padewskiego w Kopańcu – parafia rzymskokatolicka w dekanacie Szklarska Poręba w diecezji legnickiej. Erygowana w 1977.
Miejscowości należące do parafii: Antoniów,  Chromiec, Kopaniec,  Kromnów. 